# Världsmästerskapet i schack 1969
Världsmästerskapet i schack 1969 var en titelmatch mellan den regerande världsmästaren Tigran Petrosian och utmanaren Boris Spasskij. Den spelades i Moskva mellan den 14 april och 17 juni 1969. Matchen spelades över 24 partier och slutade med att Spasskij blev ny världsmästare.
Samma spelare hade mötts i VM-matchen tre år tidigare. Den gången vann Petrosian men 1969 bedömdes Spasskij ha bättre chanser. Han hade gjort stora framsteg medan Petrosian, som var omvittnat svårslagen, hade relativt blygsamma resultat i de senaste årens turneringar. På ratinglistan, som vid den här tiden fortfarande var inofficiell, låg också Spasskij före Petrosian.
Matchen var avgjord efter 23 partier. Det sista partiet avbröts i en bättre ställning för Spasskij. När Spasskij ringde och erbjöd remi berättade Petrosian att han hade tänkt ge upp partiet.

## Kvalificering till titelmatchen
Kvalificeringen till titelmatchen skedde i flera steg, från zonturneringar till en interzonturnering till kandidatmatcher.

### Interzonturneringen
Interzonturneringen med 23 deltagare spelades i Sousse från den 15 oktober till 16 november 1967. De sex första blev kvalificerade för kandidatmatcherna.
Turneringen slutade med en klar vinst för dansken Bent Larsen med 15½ poäng på 21 ronder. Övriga kvalificerade var Viktor Kortjnoj, Jefim Geller, Svetozar Gligorić, Lajos Portisch och Samuel Reshevsky (den sistnämnda efter särspel mot Vlastimil Hort och Leonid Stein).
Bobby Fischer bröt turneringen på grund av missnöje med spelschemat, trots att detta var speciellt framtaget för Fischers och Reshevskys krav på spelfria dagar av religiösa skäl. När han bröt var Fischer i ledningen efter att ha tagit 8½ poäng på 10 partier, men eftersom han spelat mindre än hälften av sina partier räknades hans resultat bort.
Utöver de sex ovan var Boris Spasskij och Michail Tal (som kandidatfinalister 1965) direktkvalificerade till kandidatmatcherna.

### Kandidatmatcherna
Kandidatmatcherna spelades under 1968.
Kvartsfinalerna och semifinalerna spelades som bäst av tio partier, och finalen som bäst av tolv.
Semifinalen mellan Spassky och Larsen spelades i Malmö.
|  | Kvartsfinaler     | Kvartsfinaler   |    |                | Semifinaler | Semifinaler |  |                | Final | Final |  |  |  |  |
|  |                   |                 |    |                |             |             |  |                |       |       |  |  |  |  |
|  | Boris Spasskij    | 5½              |    |                |             |             |  |                |       |       |  |  |  |  |
|  | Jefim Geller      | 2½              |    |                |             |             |  |                |       |       |  |  |  |  |
|  | Jefim Geller      | 2½              |    | Boris Spasskij | 5½          |             |  |                |       |       |  |  |  |  |
|  |                   |                 |    | Boris Spasskij | 5½          |             |  |                |       |       |  |  |  |  |
|  |                   | Bent Larsen     | 2½ |                |             |             |  |                |       |       |  |  |  |  |
|  | Lajos Portisch    | Bent Larsen     | 2½ | 4½             |             |             |  |                |       |       |  |  |  |  |
|  | Lajos Portisch    |                 |    | 4½             |             |             |  |                |       |       |  |  |  |  |
|  | Bent Larsen       | 5½              |    |                |             |             |  |                |       |       |  |  |  |  |
|  | Bent Larsen       | 5½              |    |                |             |             |  | Boris Spasskij | 6½    |       |  |  |  |  |
|  |                   |                 |    |                |             |             |  | Boris Spasskij | 6½    |       |  |  |  |  |
|  |                   | Viktor Kortjnoj | 3½ |                |             |             |  |                |       |       |  |  |  |  |
|  | Svetozar Gligorić | Viktor Kortjnoj | 3½ | 3½             |             |             |  |                |       |       |  |  |  |  |
|  | Svetozar Gligorić |                 |    | 3½             |             |             |  |                |       |       |  |  |  |  |
|  | Mikhail Tal       | 5½              |    |                |             |             |  |                |       |       |  |  |  |  |
|  | Mikhail Tal       | 5½              |    | Michail Tal    | 4½          |             |  |                |       |       |  |  |  |  |
|  |                   |                 |    | Michail Tal    | 4½          |             |  |                |       |       |  |  |  |  |
|  |                   | Viktor Kortjnoj | 5½ |                |             |             |  |                |       |       |  |  |  |  |
|  | Samuel Reshevsky  | Viktor Kortjnoj | 5½ | 2½             |             |             |  |                |       |       |  |  |  |  |
|  | Samuel Reshevsky  |                 |    | 2½             |             |             |  |                |       |       |  |  |  |  |
|  | Viktor Kortjnoj   | 5½              |    |                |             |             |  |                |       |       |  |  |  |  |

Det blev alltså tre klara segrar för Spasskij som kvalificerade sig för sin andra raka titelmatch.
Larsen och Tal spelade också en match om tredje plats som vanns av Larsen med 5½–2½.

## Regler
Titelmatchen spelades som bäst av 24 partier. Vid ett oavgjort resultat (12–12) behöll den regerande mästaren titeln.

## Resultat
| Namn             | Rating | Parti | Parti | Parti | Parti | Parti | Parti | Parti | Parti | Parti | Parti | Parti | Parti | Parti | Parti | Parti | Parti | Parti | Parti | Parti | Parti | Parti | Parti | Parti | Poäng |
| Namn             | Rating | 1     | 2     | 3     | 4     | 5     | 6     | 7     | 8     | 9     | 10    | 11    | 12    | 13    | 14    | 15    | 16    | 17    | 18    | 19    | 20    | 21    | 22    | 23    | Poäng |
| ---------------- | ------ | ----- | ----- | ----- | ----- | ----- | ----- | ----- | ----- | ----- | ----- | ----- | ----- | ----- | ----- | ----- | ----- | ----- | ----- | ----- | ----- | ----- | ----- | ----- | ----- |
| Tigran Petrosian | 2650   | 1     | ½     | ½     | 0     | 0     | ½     | ½     | 0     | ½     | 1     | 1     | ½     | ½     | ½     | ½     | ½     | 0     | ½     | 0     | 1     | 0     | ½     | ½     | 10½   |
| Boris Spasskij   | 2690   | 0     | ½     | ½     | 1     | 1     | ½     | ½     | 1     | ½     | 0     | 0     | ½     | ½     | ½     | ½     | ½     | 1     | ½     | 1     | 0     | 1     | ½     | ½     | 12½   |